# Ед Фаст
Едвард Д. «Ед» Фаст (англ. Edward D. «Ed» Fast; нар. 18 червня 1955, Вінніпег, Манітоба) — канадський політик-консерватор, член Палати громад з 2006, виступає також як міністр міжнародної торгівлі та міністр з питань Азіатсько-Тихоокеанського регіону. 
3 лютого 2015 Фаст став виконуючим обов'язки міністра закордонних справ після відставки Джона Берда.